# Monterrey Open 2012
Monterrey Open 2012 — жіночий тенісний турнір, що проходив на відкритих кортах з твердим покриттям. Це був 4-й за ліком Monterrey Open. Належав до категорії International у рамках Туру WTA 2012. Відбувся в Sierra Madre Tennis Club у Монтерреї (Мексика). Тривав з 20 до 26 лютого. Тімеа Бабош здобула титул в одиночному розряді.

## Учасниці основної сітки в одиночному розряді

### Сіяні учасниці
| Країна    | Гравчиня             | Рейтинг* | Сіяна |
| --------- | -------------------- | -------- | ----- |
| Італія    | Роберта Вінчі        | 24       | 1     |
| Італія    | Сара Еррані          | 35       | 2     |
| Румунія   | Сорана Кирстя        | 49       | 3     |
| Румунія   | Александра Дулгеру   | 53       | 4     |
| Аргентина | Хісела Дулко         | 68       | 5     |
| Угорщина  | Грета Арн            | 70       | 6     |
| Франція   | Матільд Жоанссон     | 71       | 7     |
| Іспанія   | Лурдес Домінгес Ліно | 72       | 8     |

- Рейтинг подано станом на 13 лютого 2012

### Інші учасниці
Нижче наведено учасниць, які отримали вайлд-кард на участь в основній сітці:
- Сорана Кирстя
- Хімена Ермосо
- Ярослава Шведова

Нижче наведено гравчинь, які пробились в основну сітку через стадію кваліфікації:
- Марія Абрамович
- Сесил Каратанчева
- Каталін Мароші
- Моніка Пуїг

### Відмовились від участі
- Роміна Опранді
- Серена Вільямс (травма лівого коліна)

## Учасниці основної сітки в парному розряді

### Сіяні пари
| Країна | Гравчиня        | Країна   | Гравчиня          | Рейтинг1 | Сіяна |
| ------ | --------------- | -------- | ----------------- | -------- | ----- |
| Італія | Сара Еррані     | Італія   | Роберта Вінчі     | 31       | 1     |
| Японія | Кіміко Дате     | КНР      | Ч Шуай            | 116      | 2     |
| Росія  | Ніна Братчикова | Хорватія | Дарія Юрак        | 149      | 3     |
| Чехія  | Ева Бірнерова   | Росія    | Олександра Панова | 159      | 4     |

- 1 Рейтинг подано станом на 13 лютого 2012

### Інші учасниці
Нижче наведено пари, які отримали вайлдкард на участь в основній сітці:
- Ана Паула де ла Пенья /  Іветт Лопес
- Хісела Дулко /  Паола Суарес

## Переможниці та фіналістки

### Одиночний розряд
Тімеа Бабош —  Александра Каданцу, 6–4, 6–4
- Для Бабош це був переший титул за кар'єру.

### Парний розряд
Сара Еррані /  Роберта Вінчі —  Кіміко Дате /  Ч Шуай, 6–2, 7–6(8–6)